# Distretto di Quilcas
Il distretto di Quilcas è uno dei ventotto distretti della provincia di Huancayo, in Perù. Si trova nella regione di Junín e si estende su una superficie di 167,98  chilometri quadrati.